# Secret Messages
Secret Messages je deseti studijski album skupine Electric Light Orchestra (ELO), ki je izšel leta 1983 pri založbi Jet Records. To je bil zadnji album ELO, pri snemanju katerega so sodelovali basist Kelly Groucutt, dirigent Louis Clark in prava godala ter prav tako zadnji album, ki je izšel pri Jet Records. Bil je tudi zadnji album, ki je dosegel top 40 na svetovnih lestvicah.

## Originalni koncept
Album bi prvotno moral biti dvojni, vendar je založba CBS Records dejala, da bo dvojni album predrag. Jeff Lynne je tako moral album skrajšati. Album je bil posnet digitalno in je bil prvi album skupine, ki je izšel na zgoščenki. Šest skladb s prvotno mišljenega dvojnega albuma, je izšlo kot b-strani, izšle pa so tudi leta 1990 na setu Afterglow. Te skladbe vključujejo osem minutno spominsko skladbo domačemu kraju skupine, Birminghamu, z naslovom »Hello My Old Friend«. Nekatere teh skladb so se pojavile tudi na ponovni izdaji albuma leta 2001. Skladba »Endless Lies«, ki je v spremenjeni obliki izšla na naslednjem albumu skupine, Balance of Power, je v prvotni obliki izšla na remasterizirani izdaji albuma leta 2001.
Kot že naslov sporoča, je album povezan s skritimi oz. subliminalnimi sporočili. To je bil Lynnov drugi odgovor na obtožbe, da vsebujejo  zgodnji albumi ELO satanistična subliminalna sporočila, prvi odgovor pa je Lynne podal v skladbi »Fire on High«, ki je izšla na albumu Face the Music. V Britaniji je zadnja stran albuma vsebovala lažno opozorilo o skritih sporočilih. V ZDA je morala, zaradi razburjenja, založba CBS Records odstraniti sporočilo z naslovnice.
Zadnja stran albuma (zgleda kot ozadje okvira za sliko) vsebuje prav tako »skrita sporočila« v obliki treh starih in izsušenih nalepk. Ena vsebuje seznam skladb, ostali dve pa vsebujeta imena ustvarjalcev okvirja. Imena so anagrami štirih članov skupine: T. D. Ryan (R. Tandy), F. Y. J. Fennel (Jeff Lynne), G. U. Ruttock (K. Groucutt) in E. V. Nabbe (Bev Bevan). Ovitek plošče ima prav tako »skrito sporočilo«. Prednja in zadnja stran vsebujeta več pik in črtic, ki sestavljajo »ELO« v morsejevi abecedi.
Louis Clark je še enkrat dirigiral godalom na albumu, prvič po albumu Out of the Blue (1977) pa se je pojavil Mik Kaminski, ki je prispeval violinski solo pri skladbi »Rock 'n' Roll Is King«. Po koncu snemanja albuma je Lynne iz skupine odpustil basista Groucutta, ki je kasneje Lynna tožil zaradi neizplačil honorarjev, nakar sta sklenila izvensodno poravnavo.
V Združenem kraljestvu so z albuma izšli trije singli: »Rock 'n' Roll Is King«, naslovna skladba in »Four Little Diamonds«. V ZDA so izšli singli »Rock 'n' Roll Is King«, »Four Little Diamonds« in »Stranger«. »Rock 'n' Roll Is King« je bil zadnji single skupine, ki se je uvrstil v top 20 britanske lestvice singlov, skladba »Letter from Spain« pa je bila uporabljena v reklamah za Poletne olimpijske igre 1992, ki so potekale v Barceloni.

## Seznam skladb

### Originalna LP plošča
Vse pesmi je napisal in uglasbil Jeff Lynne.
| Stran 1 | Stran 1                                     | Stran 1 |
| Št.     | Naslov                                      | Dolžina |
| ------- | ------------------------------------------- | ------- |
| 1.      | „Secret Messages‟                           | 4:44    |
| 2.      | „Loser Gone Wild‟                           | 5:27    |
| 3.      | „Bluebird‟                                  | 4:13    |
| 4.      | „Take Me On and On‟                         | 4:57    |
| 5.      | „Time After Time‟ (samo na japonski izdaji) | 4:01    |

| Stran 2 | Stran 2                 | Stran 2 |
| Št.     | Naslov                  | Dolžina |
| ------- | ----------------------- | ------- |
| 6.      | „Four Little Diamonds‟  | 4:05    |
| 7.      | „Stranger‟              | 4:27    |
| 8.      | „Danger Ahead‟          | 3:52    |
| 9.      | „Letter from Spain‟     | 2:51    |
| 10.     | „Train of Gold‟         | 4:20    |
| 11.     | „Rock 'n' Roll Is King‟ | 3:49    |

| Bonus skladbe na izdaji iz 2001 | Bonus skladbe na izdaji iz 2001 | Bonus skladbe na izdaji iz 2001 |
| Št.                             | Naslov                          | Dolžina                         |
| ------------------------------- | ------------------------------- | ------------------------------- |
| 14.                             | „No Way Out‟                    | 3:28                            |
| 15.                             | „Endless Lies‟                  | 3:26                            |
| 16.                             | „After All‟                     | 2:23                            |

### Originalno predvidena dvojna plošča - 76:33
Vse pesmi je napisal in uglasbil Jeff Lynne.
| Stran A         | Stran A             | Stran A |
| Št.             | Naslov              | Dolžina |
| --------------- | ------------------- | ------- |
| 1.              | „Secret Messages‟   | 4:51    |
| 2.              | „Loser Gone Wild‟   | 5:17    |
| 3.              | „Bluebird‟          | 4:13    |
| 4.              | „Take Me On and On‟ | 5:02    |
| Skupna dolžina: | Skupna dolžina:     | 19:23   |

| Stran B         | Stran B                                          | Stran B |
| Št.             | Naslov                                           | Dolžina |
| --------------- | ------------------------------------------------ | ------- |
| 5.              | „Stranger‟                                       | 4:30    |
| 6.              | „No Way Out‟ (izšla leta 1990 na setu Afterglow) | 3:27    |
| 7.              | „Beatles Forever‟ (neizdana)                     | 4:30    |
| 8.              | „Letter from Spain‟                              | 2:59    |
| 9.              | „Danger Ahead‟                                   | 3:47    |
| Skupna dolžina: | Skupna dolžina:                                  | 19:13   |

| Stran C         | Stran C                                                               | Stran C |
| Št.             | Naslov                                                                | Dolžina |
| --------------- | --------------------------------------------------------------------- | ------- |
| 10.             | „Four Little Diamonds‟ (malce daljši uvod; izšla na setu Afterglow)   | 4:12    |
| 11.             | „Train of Gold‟                                                       | 4:22    |
| 12.             | „Endless Lies‟ (prvotna verzija; izšla na re-izdaji albuma leta 2001) | 3:35    |
| 13.             | „Buildings Have Eyes‟ (B-stran singla "Secret Messages")              | 4:04    |
| 14.             | „Motor Factory/Rock 'n' Roll is King‟                                 | 3:10    |
| Skupna dolžina: | Skupna dolžina:                                                       | 19:23   |

| Stran D         | Stran D                                                              | Stran D |
| Št.             | Naslov                                                               | Dolžina |
| --------------- | -------------------------------------------------------------------- | ------- |
| 15.             | „Mandalay‟ (izšla leta 1990 na setu Afterglow)                       | 5:20    |
| 16.             | „Time After Time‟                                                    | 3:56    |
| 17.             | „After All‟ (krajša verzija; B-stran singla "Rock 'n' Roll is King") | 0:41    |
| 18.             | „Hello My Old Friend‟ (izšla leta 1990 na setu Afterglow)            | 8:37    |
| Skupna dolžina: | Skupna dolžina:                                                      | 18:34   |

## Osebje

### ELO
- Jeff Lynne – vokali, spremljevalni vokali, kitara, sintetizatorji, bas kitara, klavir, tolkala, Oberheim DMX, producent
- Bev Bevan – bobni, tolkala
- Richard Tandy – sintetizatorji, klavir, električni klavir, orglice, Oberheim DMX
- Kelly Groucutt – bas kitara, spremljevalni vokali (»Train of Gold«, »Rock 'n' Roll Is King«, »No Way Out« in »Beatles Forever«)

### Dodatni glasbeniki
- Mik Kaminski – violina (»Rock 'n' Roll Is King«)
- Dave Morgan – spremljevalni vokali
- Bill Bottrell – inženir
- Louis Clark – dirigent godal (»Train Of Gold«, »Danger Ahead« in »Stranger«)
- Al Quaglieri – producent reizdaje (2001)

## Uvrstitev na lestvicah
| Država                                 | Najvišja uvrstitev |
| -------------------------------------- | ------------------ |
| Avstralija                             | 19                 |
| Avstrija                               | 11                 |
| Francija                               | 15                 |
| Japonska                               | 35                 |
| Kanada                                 | 20                 |
| Nemčija                                | 6                  |
| Nizozemska                             | 7                  |
| Norveška                               | 5                  |
| Nova Zelandija                         | 13                 |
| Španija                                | 13                 |
| Švedska                                | 11                 |
| ZDA (Billboard 200)                    | 36                 |
| ZDA (CashBox)                          | 33                 |
| Združeno kraljestvo (UK Albums Chart)4 | 4                  |